# ADN ambiental
En taxonomia i filogènia, es diu ADN ambiental (environmental DNA, eDNA) a l'ADN extret d'una mostra de l'ambient (per exemple una mostra de terra del sòl, de l'aigua, de femta, etc.) sobre el qual es fan les anàlisis moleculars d'ADN sense diferenciar-ho per organisme o buscant un organisme en concret. Conté típicament l'ADN de múltiples espècies. A mesura que diversos organismes interactuen amb el medi ambient, l'ADN s'expulsa i s'acumula al seu entorn des de diverses fonts.
Es considera una forma ràpida de mesurar la biodiversitat d'una forma "filogenètica" en lloc de taxonòmica.
Per tal de poder identificar les espècies amb ADN ambiental, es necessari que existeixi una biblioteca de referència taxonòmica amb les seqüències de cada espècie. Per aquesta raó, l'ADN ambiental encara depèn de les anàlisis taxonòmiques.
L'anàlisi del genoma pres col·lectivament de mostres d'ADN ambiental, en la seva seqüenciació i en la seva funció, es diu metagenòmica (metagenomics; Riesenfeld et al. 2004 citat en Taberlet et al. 2012).